# 海克·勞芬伯格
海克·劳芬伯格（1961年5月17日—），德国女艺术家，插图画家和作家。

## 生平
海克·劳芬伯格出生于杜塞尔多夫，已婚并且有三个孩子。从女子实用中学毕业后她选择了在梅兰希通教堂的幼儿园从事一年社会服务。1981年，她通过了结业考试，完成了她在洛伦茨学院（Lore-Lorentz Schule）的幼师培训。1983年，她获得了参加出版社记者培训的机会并于1985年接受了出版社编辑的培训。1980年至1995年期间，她就职于洋葱小矮人出版社（Zwiebelzwerg Verlag）。1998年起，海克·劳芬伯格（Heike Laufenburg）开始以艺术家以插图画家的身份工作。

## 工作
1980年至1985年期间，劳芬伯格以主编的身份就职于卡斯帕杂志（Caspar），这是一本倡导儿童和平自由的杂志。至今为止她已经为100本以上的书画了插图。并且多次在自己的网站上发行了她的图片集。她于1987年出版发行了著名的青年小说《脑海中舞蹈的纷乱》（“Tohuwabohus tanzen im Kopf”），并于2006第三次再版（15000册）。首版发行后此书又作为盲人用书由德国盲人学习机构出版发行。1995年此书还被《新威斯特法伦人报》（Neue Westfälische）选为周推荐书目。作为选集的编者她还负责一套诗集丛书的发行。这套诗集丛书以44册书名各不相同的分集同时出版，并于很多年前就在网上发行了免费的电子版。
自2007年秋起，海克·劳芬伯格在与洋葱小矮人出版社（Zwiebelzwerg Verlag）以及锡瓦斯（Sivas）（土耳其）Cumhuriyet大学的呢卡提·德米尔（Necati Demir）教授共同合作编写的一套30卷的适于儿童和成年人的土耳其传说故事从书中负责插图工作。并且网上还有供儿童免费获取两种语言的该书部分内容电子书。自2005年起，海克·劳芬伯格紧密的从事于网上特色主题画廊的工作，画廊作品则出版在她自己的网站上。

## 作品
- 《威勒巴德森的小精灵》("Elfen in Willebadessen")，儿童图片-抒情诗集，2008
- 《威勒巴德森的小仙女》("Feen in Willebadessen")，艺术图片-抒情诗集，2006
- 《威勒巴德森的小矮人》("Zwerge in Willebadessen"),艺术图片集，2005
- 《脑海中舞蹈的纷乱》（"Tohuwabohus tanzen im Kopf"),青年读物，1987（第一版）

### 插图
- 弗里德里希·弗朗茨·施奈德（Friedrich Franz Schneider）诗集的插图
- (1932年5月13日† 2009年1月13日于科隆): 《人·时间·生活》（"der Mensch die Zeit das Leben"）, 洋葱小矮人出版社（Zwiebelzwerg Verlag）, 科隆, 2004, 120 S., ISBN 3-931123-62-6
- 两套土耳其传说故事丛书的插图，共30卷，2007
- 超过40本儿童读物，30本文学作品，以及40本诗集的插图

## 出版人（与格海格·雪勒（Gregor Schell）一起）
- 《永远的伤疤》（Es bleibt eine Narbe zurück），诗集，1987
- 《可惜，你必须离去》（Schade, dass Du gehen mußt），诗集，1988
- 《你伤害了我》（Du tust mir weh），诗集，1988
- 《那定是爱情》（Es muss wohl Liebe sein），诗集，1988
- 《秋天屋顶上的雷雨》（Herbstgewitter über Dächern），诗集，1988
- 《像棵树一样被砍倒》（Wie ein Baum, der gefällt wird），诗集，1988
- 《关于提尔和其它的小动物们》（Von Till und anderen Tieren），诗集，1988
- 《小弗朗茨》（Kleiner Fratz），诗集，1989
- 《生活中的强者-那些忘记悲伤，带给人欢乐的人》（Das sind die Starken im Leben, die eigenes Leid vergessen und andere glücklich machen），诗集，1989
- 《永恒的心动》（Immer wieder Herzklopfen），诗集，1989
- 《圣诞小鼠》（Weihnachtsmaus），诗集，1989
- 《关于老巫婆和小矮人的故事》（Von der Hexe und dem Zwerg），诗集，1989
- 《故乡记忆》（Erinnerungen an eine Heimat），诗集，1990
- 《...那绝非偶然》（...es kan doch kein Zufall sein)，诗集，1990
- 《大雪纷飞了我的思绪》（Es schneit in meinen Gedanken），诗集，1990
- 《燕儿迁徙》（Schwalben ziehen über das Land），诗集，1990
- 《我爱我的疯狂》（Ich lieb mich verrückt ）--爱情文集选，1990
- 《彩虹背后的远方》（ Weit hinter dem Regenbogen），诗集，1990
- 《当终点不再遥远时...》（Wenn das Ende nicht mehr weit ist...），诗集，1990
- 《见证日》（Zeugnistag），诗集，1990
- 《秘密的爱》（Heimliche Liebe），诗集，1991
- 《我在每张脸中寻找你的影子》（Ich such' Dich in jedem Gesicht），诗集，1991
- 《年轻的人类》（Menschenjunges），诗集，1992
- 《如肥皂泡般爆破》（Wie Seifenblasen, die zerplatzen），诗集，1992
- 《春之复苏》（Frühlingserwachen），诗集，1993
- 《午夜私语》（Mitternachtgeflüster），诗集，1993
- 《没有什么比你的离开伤害更深》（Nie mehr als Du gingst, ein Schnitt je so tief），诗集，1993
- 《永远的离别》（Abschied für immer），诗集，1994
- 《谢谢你陪我度过的时光》（Hab' Dank für Deine Zeit），诗集，1994
- 《我爱你》（Ich liebe Dich），诗集，1995
- 《腹中的刺痛》（Kribbeln im Bauch），诗集，1995
- 《那些你永远无法忘记的人们》（Es gibt Menschen,die vergisst Du nie），诗集，1996
- 《墓地有感》（Friedhofgedanken），诗集，1997
- 《我们是异乡人：几乎无处不在》（Wir sind Ausländer: fast überal），诗集，1997
- 《对你无尽的思念》（Unendliche Sehnsucht nach Dir），诗集，1998
- 《无所畏惧》（Hab' keine Angst），诗集，1999
- 《幻想着在你身边》（In Gedanken bei Dir），诗集，2000
- 《你是我的唯一和全部》（Du bist mein Ein und Alles），诗集，2001
- 《圣诞之梦》（Weihnachtstraum），诗集，2001
- 《喜极而泣》（Geweint vor Glück），诗集，2001
- 《我不会离开你》（Ich lass Dich nicht allein），诗集，2001
- 《斯堤克斯河上的独行帆船手》（Im Einhandsegler auf dem Styx），诗集，2005
- 《越来越多》（Immer mehr），诗集，2005
- 《一本充满童话和动物故事的书》（Ein Buch voller Märchen und Tiergeschichten），诗集，2006
- 《你的一个吻就给了他翅膀》（Du verleihst ihm Flügel, nur durch einen Kuss），诗集，2006
- 《一瞬之梦--恍惚中的逃离》（Augenblickstraum - die Flucht in Trance），诗集，2007
- 《30年洋葱小矮人》（30 Jahre Zwiebelzwerg），诗集，2008

## 参与合作
- 《30年洋葱小矮人》（30 Jahre Zwiebelzwerg），诗集，2008
- 《一瞬之梦--恍惚中的逃离》（Augenblickstraum - die Flucht in Trance），诗集，2007
- 《斯堤克斯河上的独行帆船手》（Im Einhandsegler auf dem Styx），诗集，2007
- 《你的一个吻就给了他翅膀》（Du verleihst ihm Flügel, nur durch einen Kuss），诗集，2006
- 《一本充满童话和动物故事的书》（Ein Buch voller Märchen und Tiergeschichten），诗集，2006
- 《斯堤克斯河上的独行帆船手》（Im Einhandsegler auf dem Styx），诗集，2005
- 《越来越多》（Immer mehr），诗集，2005
- 《喜极而泣》（Geweint vor Glück），诗集，2001
- 《我不会离开你》（Ich lass Dich nicht allein），诗集，2001
- 《儿童的权利》--纪实文学，1995
- 《...那绝非偶然》（...es kan doch kein Zufall sein），诗集，1990
- 《你伤害了我》（Du tust mir weh），诗集，1988
- 《永远的伤疤》（Es bleibt eine Narbe zurück），诗集，1987
- 《别为了找乐子而打孩子》（Schlage nie ein Kind zum Scherz），纪实文学，1983
- 1980-1985年期间在卡斯帕杂志社做编辑时参与杂志的编辑

## 网页链接
- www.heikelaufenburg.de （页面存档备份，存于）
- 土耳其传奇故事丛书的主页 （页面存档备份，存于）
- 艺名茨威格（Zwurgel）名义下的主页 （页面存档备份，存于）
- 海克·勞芬伯格（德国国家图书馆目录相关文献）